# 2209 Tianjin
2209 Tianjin eller 1978 US1 är en asteroid i huvudbältet som upptäcktes den 28 oktober 1978 av Purple Mountain-observatoriet i Nanjing, Kina. Den är uppkallad efter den kinesiska staden Tianjin.
Asteroiden har en diameter på ungefär 16 kilometer och den tillhör asteroidgruppen Koronis.